# Roberto Rios
Roberto Rios, eredeti neve Bácskai Róbert (Baja, 1984. június 29. –) DJ és zenei producer.

### Életút
A zene mindig nagyon fontos szerepet töltött be az életében. 1999-ben középiskolai tanulmányainak megkezdése után állt először a keverőpult mögé, ugyanis hetente egyszer szerdán az iskola rádiójában jelentkezett saját műsorával, ahol hétről hétre nagy sikerrel mutatta be a zenei újdonságokat. Első hivatalos fellépését, mint DJ 2003-ban prezentálta a Balkán Drinkbár rezidens lemezlovasaként, miután megszerezte kitűnő eredménnyel az OSZK lemezbemutatói bizonyítványát. 2012-ben megnyerte a Movida Corona országos DJ tehetségkutatóját és így ő képviselhette Magyarországot a stockholmi nemzetközi döntőben. 
A mentorai Fedde Le Grand és Steve Hulme (Pacha Recordings) hatására és iránymutatásait követve elmélyült a zenei producerkedés rejtelmeiben, ezzel új szintre emelte zenei karrierjét. 2013-ban összeállt barátjával Dan Sparks-szal és azóta még termékenyebben készítik a remixeket és saját dalaikat, mint előtte. Olyan kiadóknál jelent meg a projectjük és Roberto Rios maga, mint a Sony Music, Universal Music, Planet Punk, Magneoton, Gold Record. Néhány év alatt a magyar zene élvonalából olyan előadókkal dolgoztak együtt, mint Caramel, The Biebers, Stereo Palma, Jetlag, Newik, Dj Lia, Johnny K Palmer, Karmapolis, VekonyZ és mások. 2016-ban bekerült a Miller Soundclash Worldwide Wildcard Top10 finalistája közé, amelynek az egyik védnöke DjMag volt, akik elismerően nyilatkoztak Roberto Rios tehetségéről.

## Diszkográfia – Roberto Rios
- 2014 We Glow (feat. Dukai Regina) (Planet Punk / G-Music / Universal Music)
- 2016 Love Game (Rioverse Recordings / Planet Punk / Blanco Y Negro, Disco:Wax)

## Diszkográfia – Roberto Rios x Dan Sparks
- 2015 Tell Me (Gold Record)
- 2017 Your House (Planet Punk, Blanco Y Negro)
- 2017 Hurricane (feat BOTB & Viki Gyulai) (Planet Punk, Blanco Y Negro)

## Remixek – Roberto Rios
- 2013 Dj Miller – Virgin's Back (DanceMania)
- 2013 Newik – My Love (G-Music)
- 2014 Taylor feat. Gáspár Laci – White Dove (SweetSound)

## Remixek – Roberto Rios x Dan Sparks
- 2014 Dave Jr feat Kvaka Andrea – Music Is The Remedy (Roberto Rios x Dan Sparks Remix) (FLD)
- 2014 Naksi feat Brigitta – Millions (Roberto Rios x Dan Sparks Remix) (Dancemania / Mental Madness / Sony Music)
- 2014 The Biebers – Rhythm Of Joy (Roberto Rios x Dan Sparks Remix) (Gold Record)
- 2014 R'N'B All Stars & Johnny K Palmer & Dukai Regina – Lightyears (Roberto Rios x Dan Sparks Remix) (Schubert Music)
- 2014 Caramel – Végtelen (Roberto Rios x Dan Sparks Remix) (Gold Record)
- 2015 Newik feat Lokka Vox – Tonight (Into The Waves) (Roberto Rios x Dan Sparks Remix) (G-Music / Planet Punk)
- 2015 VekonyZ – Finally (Roberto Rios x Dan Sparks Remix) (Magneoton)
- 2016 Navidal feat Sun Bahida – Moonlight (Roberto Rios x Dan Sparks Remix) (Elephant House / Magneoton)
- 2016 Groovelyn – Hands In The Air (Roberto Rios x Dan Sparks Remix) (G-Music)
- 2016 Stereo Palma feat. Cozi – Sunshine After The Rain (Roberto Rios x Dan Sparks Remix) (Planet Punk, Blanco Y Negro)
- 2016 Karmapolis – Hold On To (Roberto Rios x Dan Sparks Remix) (Magneoton)
- 2016 Klubbingman feat Beatrix Delgado – Love Message 2k17 (Klubbstyle Recordings)
- 2017 Stereo Palma feat Myra – Because The Night (Roberto Rios x Dan Sparks Remix) (Planet Punk, Blanco Y Negro, Sony Music)
- 2017 Nick Kingswell – Summer Snow (Roberto Rios x Dan Sparks Remix) (Planet Punk, Blanco Y Negro, Universal Music)
- 2017 The Biebers – Vár a Holnap (Roberto Rios x Dan Sparks Remix) (Gold Record)
- 2017 Jetlag – Repül az idő (Roberto Rios x Dan Sparks Remix) (Schubert Music Publishing)
- 2017 Heimlich Feat. Jermaine Fleur – Alive (Roberto Rios X Dan Sparks Remix) (Planet Punk, Blanco Y Negro)
- 2017 Pixa – Hajadismijen (Roberto Rios x Dan Sparks Remix) (Pixa Music)
- 2017 The Biebers – Rakjuk össze (Roberto Rios x Dan Sparks Remix) (Gold Record)